# Cyril Cassèse
Cyril Cassèse, né le 10 décembre 1972 à Toulon, est un footballeur français. Il évolue au poste d'attaquant durant les années 1990. 
Formé au Sporting Toulon, il joue notamment à l'ES Fréjus et au FC Istres. Au cours de sa carrière, Cyril Cassese dispute un total de 3 matchs en Division 1 et 35 matchs en Division 2, inscrivant 6 buts dans les championnats professionnels.

## Biographie
Cyril Cassèse débute dans les rangs professionnels à l'âge de seize ans et demi le 31 mai 1989 lors de la rencontre opposant le Sporting Toulon-RC Lens comptant pour la  38e journée du championnat. Il entre en jeu à la mi-temps du match en remplacement de Jean-Roch Testa et inscrit le but du deux à zéro à la 68e minute, le Sporting s'impose finalement sur le score de trois à un. Les années suivantes, il évolue avec l'équipe réserve et ne retrouve l'équipe première lors de la saison 1992-1993 où il dispute deux rencontres. En fin de saison, le club toulonnais connaît une double relégation à la suite d'une 19e place en championnat et des problèmes financiers sanctionnés par la DNCG. En National, Cyril Cassèse inscrit neuf buts en vingt-huit rencontres puis, en fin de saison, quitte le club.
Il rejoint alors l'En Avant de Guingamp qui vient de monter en Division 2. L'entraîneur Francis Smerecki s'appuie sur une attaque composée de Stéphane Guivarc'h et de Lionel Rouxel et Cyril Cassèse ne dispute que quatre rencontres pour deux buts marqués. En fin de saison, le club termine vice-champion de France de Division 2, à trois points de l'Olympique de Marseille et accède ainsi pour la première fois de son histoire à la Division 1. Non conservé par le club breton, il rejoint l'Olympique d'Alès, autre club de Division 2. Le club termine dernier du championnat et se retrouve relégué en National. Cyril Cassèse dispute une saison supplémentaire avec le club alésien avant de s'engager en 1997-1998 avec l'ES Fréjus. Il termine meilleur buteur du championnat avec quinze buts inscrits mais n'est pas conservé par le club en fin de saison.
Cyril Cassèse rejoint alors les Chamois niortais en Division 2 où il ne dispute que treize rencontres pour deux buts marqués puis s'engage en 1999-2000 avec le FC Istres en National où il inscrit dix buts. En 2000, il signe au Stade de Reims où il ne parvient pas à s'imposer. Il retourne alors au Sporting Toulon qui évolue en Division d'honneur de la ligue méditerranéenne. Le club réussit une série de vingt-deux matchs sans défaites et en fin de saison remporte le championnat et monte en CFA 2. Il met un terme à sa carrière de footballeur à la fin de la saison.

## Palmarès
- Vice-champion de France de Division 2 en 1995 avec l'En Avant de Guingamp.
- Meilleur buteur du championnat National en 1998 avec l'ES Fréjus.
- Champion de Division d'honneur de la Ligue méditerranéenne de football en 2002 avec le Sporting Toulon.

## Statistiques
Le tableau ci-dessous résume les statistiques en match officiel de Cyril Cassèse durant sa carrière de joueur professionnel,.
| Saison                | Club                  | Championnat           | Championnat | Championnat | Coupe nationale | Coupe nationale | Coupe de la Ligue | Coupe de la Ligue | Total | Total |
| Saison                | Club                  | Division              | M.          | B.          | M.              | B.              | M.                | B.                | M.    | B.    |
| 1988-1989             | SC Toulon             | Division 1            | 1           | 1           | -               | -               | -                 | -                 | 1     | 1     |
| 1989-1990             | SC Toulon             | Division 1            | -           | -           | -               | -               | -                 | -                 | 0     | 0     |
| 1990-1991             | SC Toulon             | Division 1            | -           | -           | -               | -               | -                 | -                 | 0     | 0     |
| 1991-1992             | SC Toulon             | Division 1            | -           | -           | -               | -               | -                 | -                 | 0     | 0     |
| 1992-1993             | SC Toulon             | Division 1            | 2           | 0           | -               | -               | -                 | -                 | 2     | 0     |
| 1993-1994             | SC Toulon             | National              | 28          | 9           | -               | -               | -                 | -                 | 28    | 9     |
| 1994-1995             | EA Guingamp           | Division 2            | 4           | 2           | -               | -               | 1                 | 0                 | 5     | 2     |
| 1995-1996             | Olympique Alès        | Division 2            | 19          | 2           | -               | -               | -                 | -                 | 19    | 2     |
| 1996-1997             | Olympique Alès        | National              | 12          | 1           | -               | -               | -                 | -                 | 12    | 1     |
| 1997-1998             | ES Fréjus             | National              | 33          | 15          | -               | -               | -                 | -                 | 33    | 15    |
| 1998-1999             | Chamois niortais      | Division 2            | 12          | 1           | -               | -               | 1                 | 1                 | 13    | 2     |
| 1999-2000             | FC Istres             | National              | 29          | 10          | -               | -               | -                 | -                 | 29    | 10    |
| 2000-2001             | Stade de Reims        | National              | 9           | 0           | -               | -               | -                 | -                 | 9     | 0     |
| Total sur la carrière | Total sur la carrière | Total sur la carrière | 149         | 41          | -               | -               | 2                 | 1                 | 151   | 42    |